# Czaracianka (rejon homelski)
Czaracianka (biał. Чарацянка; ros. Черетянка, Czerietianka; pol. hist. Czerecianka) – agromiasteczko na Białorusi, w obwodzie homelskim, w rejonie homelskim, w sielsowiecie Czaracianka, w pobliżu granicy z Ukrainą.
W XIX i w początkach XX w. położona była w Rosji, w guberni mohylewskiej, w powiecie homelskim. Następnie w granicach Związku Sowieckiego. Od 1991 w niepodległej Białorusi.